# Robert Sheckley

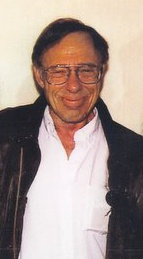
Robert Sheckley

Robert Sheckley, född 16 juli 1928 i Brooklyn, död 9 december 2005 i Poughkeepsie, var en amerikansk science fiction-författare.
Sheckley, som var uppväxt i New Jersey, debuterade 1952 i tidskriften Imagination. Han inspirerades av Ray Bradburys romaner. Efter skolan gjorde han militärtjänst i Korea (1946-1948) och studerade sedan vid New York University. Han arbetade på en flygplansfabrik och den första novellsamlingen utkom 1954.